# Zivilverdienstorden (Württemberg)

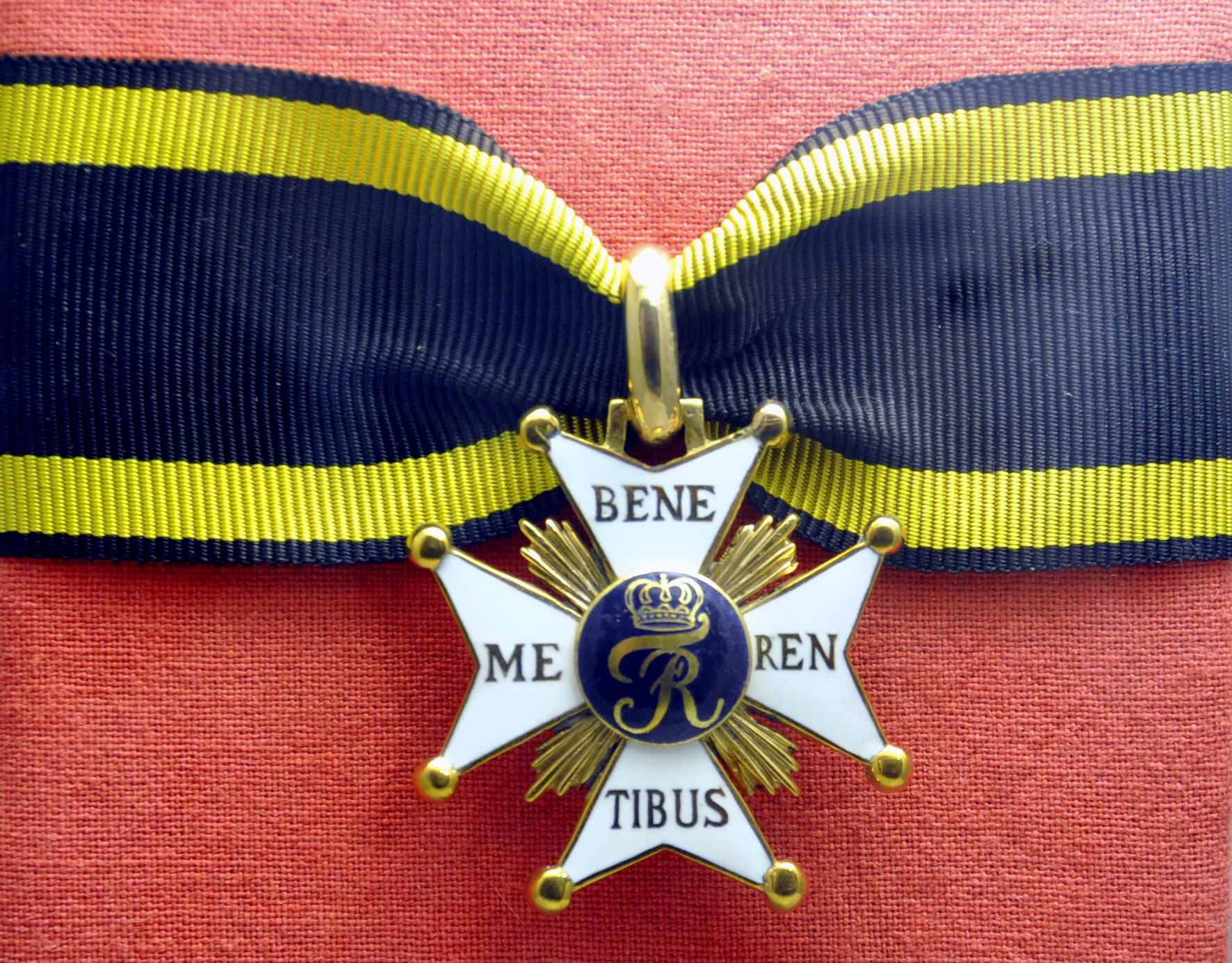
Kommandeurkreuz

Der württembergische Zivilverdienstorden (zeitgenössisch Civil-Verdienst-Orden) war ein kurzzeitig bestehender Verdienstorden im Königreich Württemberg. Er wurde von König Friedrich von Württemberg am 6. November 1806 als Pendant zum Militärverdienstorden gestiftet und bis 1818 verliehen. Der Orden war in erster Linie gedacht als Ehrung für verdiente Beamte, die sich durch hervorragenden Diensteifer und Pflichterfüllung auszeichneten. Am 23. September 1818 wurde von König Wilhelm I. der Orden der Württembergischen Krone gestiftet, der Zivilverdienstorden wurde, ebenso wie der Orden des Goldenen Adlers, nicht mehr verliehen.

## Ordensklassen
Die Ordensmitglieder wurden in drei Ordensklassen unterteilt:
- Großkreuz
- Kommandeur
- Ritter

Die ersten beiden Klassen waren je auf sechs, die dritte auf 36 Mitglieder begrenzt. Davon ausgenommen waren Beamte, die mindestens 24 Jahre als Räte (vgl. Geheimer Rat (Württemberg), Oberrat (Herzogtum Württemberg)) gedient hatten. Über die Aufnahme entschied jährlich am 6. November das Ordenskapitel aus Großkreuzen, Kommandeuren und mindestens acht Rittern.

## Ordensdekoration
Das Ordenszeichen war ein goldgerändertes weißemailliertes Malteserkreuz mit goldenen Kugeln an den Kreuzenden und goldenen Strahlen zwischen den Kreuzarmen, die mit der goldenen Ordensdevise BENE ME:REN:TIBUS (Denen, die sich wohl verdient gemacht haben) beschrieben waren. In der Mitte befand sich ein blauemailliertes Medaillon mit den gekrönten Initialen FR (Friedrich rex (König)). Großkreuze trugen es am Schulterband und dazu einen gestickten Bruststern, der dem Ordenszeichen entsprach, Kommandeure am Hals und Ritter in kleinerer Größe im Knopfloch. Die Ordensdekoration war in der Öffentlichkeit immer zu tragen, mit Ausnahme der Ritter des Ordens vom Goldenen Adler. 

Ordensband

Das Ordensband war schwarz mit gelber Einfassung.